# Winiary (Sandomierz)
Pour les articles homonymes, voir Winiary.
Winiary est une localité polonaise de la gmina de Dwikozy, située dans le powiat de Sandomierz en voïvodie de Sainte-Croix.